# Amata lucina
Amata lucina är en fjärilsart som beskrevs av Butler 1876. Amata lucina ingår i släktet Amata och familjen björnspinnare. Inga underarter finns listade i Catalogue of Life.